# Nemesia elongata
Nemesia elongata is een spinnensoort in de taxonomische indeling van de bruine klapdeurspinnen (Nemesiidae).
Nemesia elongata werd in 1873 beschreven door Simon.